# 45. ceremonia wręczenia nagród Grammy
45. ceremonia wręczenia nagród Grammy, prestiżowych amerykańskich nagród muzycznych wręczanych przez Narodową Akademię Sztuki i Techniki Rejestracji odbyła się w niedzielę, 23 lutego 2003 roku.

## Nagrody

### Obszar generalny
Lista składa się ze wszystkich nominowanych, a zwycięzcy zostaną pogrubieni.

#### Nagranie roku
- "Don't Know Why" – Norah Jones
- A Thousand Miles – Vanessa Carlton
- Without Me – Eminem
- Dilemma – Nelly & Kelly Rowland
- How You Remind Me – Nickelback

#### Album roku
- Come Away with Me – Norah Jones
- Home – Dixie Chicks
- The Eminem Show – Eminem
- Nellyville – Nelly
- The Rising – Bruce Springsteen

#### Piosenka roku
- "Don't Know Why" – Norah Jones (Autor: Jesse Harris)
- Complicated – Avril Lavigne (Autor: Avril Lavigne)
- The Rising – Bruce Springsteen (Autor: Bruce Springsteen)
- A Thousand Miles – Vanessa Carlton (Autor: Vanessa Carlton)
- Where Were You (When the World Stopped Turning) – Alan Jackson (Autorzy: India.Arie, Carlos "Six July" Broady & Shannon Sanders)

#### Najlepszy nowy artysta
- Norah Jones
- Ashanti
- Michelle Branch
- Avril Lavigne
- John Mayer

### Pop

#### Najlepszy występ pop solowy kobiecy
- "Don't Know Why" – Norah Jones

#### Najlepszy występ pop solowy męski
- "Your Body Is a Wonderland" – John Mayer

#### Najlepszy występ pop w duecie lub w zespole
- "Hey Baby" – No Doubt

#### Najlepsza popowa kolaboracja
- Santana & Michelle Branch za "The Game of Love"

#### Najlepszy album popowy
- Come Away with Me – Norah Jones

### Rock

#### Najlepsza piosenka rockowa
- Bruce Springsteen za utwór "The Rising"

#### Najlepszy album rockowy
- Bruce Springsteen za "The Rising"

#### Najlepszy występ rockowy kobiecy
- Sheryl Crow za utwór "Steve McQueen"

#### Najlepszy występ rockowy męski
- Bruce Springsteen za utwór "The Rising"

#### Najlepszy występ rockowy w duecie lub w zespole
- Coldplay za utwór "In My Place"

#### Najlepszy występ metalowy
- Korn za utwór "Here to Stay"

### Muzyka alternatywna

#### Najlepszy album alternatywny
- "A Rush of Blood to the Head" – Coldplay
- "Sea Change" – Beck
- "Walking with Thee" – Clinic
- "Cruel Smile" – Elvis Costello & The Imposters
- "Behind the Music" – The Soundtrack of Our Lives

### R&B

#### Najlepsza piosenka R&B
- "Love of My Life (An Ode to Hip-Hop)" – Erykah Badu featuring Common

#### Najlepszy album R&B
- "Voyage to India" – India.Arie

#### Najlepszy występ R&B kobiecy
- Mary J. Blige za utwór "He Think I Don't Know"

#### Najlepszy występ R&B męski
- Usher za utwór "U Don't Have to Call"

#### Najlepszy występ R&B w duecie lub w zespole
- Stevie Wonder & Take 6 za utwór "Love's in Need of Love Today"

### Rap

#### Najlepszy album Rapowy
- "The Eminem Show" – Eminem
- "Word of Mouf" – Ludacris
- "Tarantula" – Mystikal
- "Nellyville" – Nelly
- "Diary of a Sinner: 1st Entry" – Petey Pablo

#### Najlepszy występ Rapowy w duecie lub zespole
- "The Whole World" – OutKast featuring Killer Mike
- "The Essence" – AZ featuring Nas
- "Still Fly" – Big Tymers
- "Pass the Courvoisier, Part II" – Busta Rhymes featuring P. Diddy & Pharrell
- "Oh Boy" – Cam'ron featuring Juelz Santana

#### Najlepszy występ hip-hopowy
- "Hot in Herre" – Nelly
- "Without Me" – Eminem
- "Song Cry" – Jay-Z
- "Rollout (My Business)" – Ludacris
- "Bouncin' Back (Bumpin' Me Against the Wall)" – Mystikal

### Country

#### Najlepszy album country
- "Home" – Dixie Chicks

#### Najlepsza piosenka country
- "Where Were You (When the World Stopped Turning)" – Alan Jackson

### New Age

#### Najlepszy album New Age
- "Acoustic Garden" - Eric Tingstad & Nancy Rumbel

### Jazz

#### Najlepszy jazzowy album wokalny
- "Live in Paris" – Diana Krall

#### Najlepszy jazzowy występ instrumentalny
- My Ship – Herbie Hancock

#### Najlepszy jazzowy album instrumentalny, indywidualny lub w zespole
- " Directions in Music: Live at Massey Hall" – Michael Brecker, Herbie Hancock & Roy Hargrove

### Gospel

#### Najlepszy album pop gospel
- Jars of Clay - "The Eleventh Hour"

#### Najlepszy album rock gospel
- Third Day – "Come Together"

#### Najlepszy album tradycyjny soul gospel
- "Higher Ground" – the Blind Boys of Alabama

#### Najlepszy album Contemporary soul gospel
- "Sidebars" – Eartha

### Muzyka latynoamerykańska

#### Najlepszy album pop latino
- Bacilos – Caraluna

#### Najlepszy album rock/alternatywa latino
- Mana – "Revolución de Amor"

### Reggae

#### Najlepszy album muzyki reggae
- Lee 'Scratch' Perry za "Jamaican E.T."

### World Music

#### Najlepszy album World Music
- Ruben Blades za "Mundo"

### Dzieci

#### Najlepszy album dziecięcy
- Ścieżka dźwiękowa "Monsters, Inc. Scream Factory Favorites"

#### Najlepszy album ze słowami dla dzieci
- "There Was an Old Lady Who Swallowed a Fly"